# Трошин, Александр Степанович
Александр Степанович Трошин (1942, Москва — 2008, там же) — советский и российский киновед, специалист по кинематографу Венгрии. Основатель журнала «Киноведческие записки». Заслуженный работник культуры Российской Федерации (2005).

## Биография
Выпускник киноведческого факультет ВГИКа (1971, мастерская Е. Смирновой). Кандидат искусствоведения (1977).
С 1974 года работал в НИИ теории и истории кино Госкино СССР (впоследствии НИИ киноискусства), с 1991 года был заведующим сектором междисциплинарных исследований. Преподавал во ВГИКе (с 1991) и в РГГУ (с 1996). Зарекомендовал себя как «прекрасный педагог», среди его выпускников — специалисты, «определяющие лицо современной кинематографической науки».
В 1988 году основал  «один из самых серьёзных кино-журналов в мире» «Киноведческие записки» и руководил его изданием как главный редактор. В 1995—1997 годах также возглавлял редакцию журнала «Читальный зал». В 1994 году стал председателем правления фонда «Эйзенштейновский центр исследований кинокультуры», где вёл активную издательскую деятельность (подготовил, в частности, собрания сочинений Сергея Эйзенштейна и Дзиги Вертова).
Был признанным специалистом по венгерскому кино, которому посвятил несколько книг. Активно публиковал научные и популярные статьи, которые выходили как в сборниках, так и в периодике — в журналах «Искусство кино», «Киноведческие записки», «Экран», «Советский экран», «Киносценарии», газетах «Экран и сцена», «Литературная газета» и других изданиях. Выступал организатором и научным руководителем ретроспектив московского Музея кино. Принимал участие во многих международных кинофестивалях и конференциях.
Умер 24 апреля (по другим сведениям — 23-го) 2008 года.

## Семья
Жена — Нина Александровна Дымшиц (род. 1949), киновед и редактор. Дочь — Софья Александровна Трошина (род. 1985).

## Награды и премии
- Заслуженный работник культуры Российской Федерации (7 апреля 2005 года) — за заслуги в области культуры и многолетнюю плодотворную работу[3]
- Орден Министерства культуры Венгрии «Знак почёта» (1986)
- Вторая премия Союза кинематографистов СССР за издание журнала «Киноведческие записки» (1988)
- Премия Гильдии киноведов и кинокритиков России (1996, 1999, 2002, 2007, 2008)

## Избранная библиография
- Кинорежиссер Андраш Ковач. М., 1979
- Кино и телевидение. М., 1981
- Поэзия плюс юмор плюс кино. М., 1983
- Кино Венгрии. М., 1985
- Венгерское кино: 70—80-е годы. М., 1986
- Страна Янчо. М., 2002
- Время останавливается. М., 2002